# Dubná Skala
Dubná Skala nebo Dubník je lokalita v katastrálním území města Vrútky v okrese Martin. Je situována na levém břehu Váhu, v severovýchodní části Lúčanské Malé Fatry, na východním úpatí vrchu Grúň (1100,5 m n. m.) a Malá kopy (758,8 m n. m.).
Lokalita je známá zásluhou velkého kamenolomu, nesoucího jméno Dubná skala. Pár desítek metrů JV směrem se buduje východní portál Tunelu Višňové, kterým bude procházet dálnice D1 mezi městy Žilina a Martin.